# 圣阿涅特
圣阿涅特（法語：Saint-Agnet，法語發音：[sɛ̃t‿aɲɛt]）是法国朗德省的一个市镇，属于蒙德马桑区。

## 地理
圣阿涅特（43°36'24"N, 0°16'24"W）面积7.8 平方千米，位于法国新阿基坦大区朗德省，该省份为法国西南部沿海省份，是法國本土面积第二大的省，北起吉倫特省，西临大西洋，南至大西洋比利牛斯省，东临热尔省，东北与洛特-加龍省接壤。
与圣阿涅特接壤的市镇（或旧市镇、城区）包括：普罗让、塞戈斯、拉特里耶、米拉蒙-桑萨克、萨龙。
圣阿涅特的时区为UTC+01:00、UTC+02:00（夏令时）。

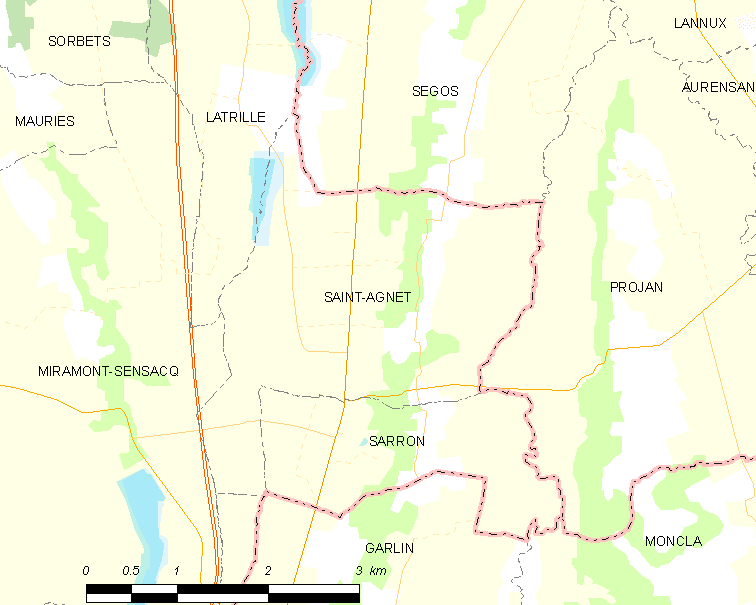
圣阿涅特的OSM定位图

## 行政
圣阿涅特的邮政编码为40800，INSEE市镇编码为40247。

## 政治
圣阿涅特所属的省级选区为阿杜尔-阿马尼亚克县。

## 人口

1962-2008年间圣阿涅特人口变化图示

圣阿涅特于2022年1月1日时的人口数量为181人。